# Місцеві вибори у Вінницькій області 2020
Місцеві вибори у Вінницькій області 2020 — це вибори депутатів Вінницької обласної ради, шести районних рад, Вінницької міської ради та вибори Вінницького міського голови, що відбулися 25 жовтня 2020 року в рамках проведення місцевих виборів у всій країні.

## Вибори мера

### Вінниця
Мером Вінниці вдруге став Сергій Моргунов («Українська стратегія Гройсмана»), мер міста з 2015 року. Він отримав 69,93 % голосів. Його найближчий опонент Сергій Кудлаєнко (Європейська солідарність) набрав 13,04 %.
| Кандидат                                              | %       | Голосів |
| ----------------------------------------------------- | ------- | ------- |
| 1. Сергій Моргунов («Українська стратегія Гройсмана») | 65,93 % | 61 194  |
| 2. Сергій Кудлаєнко («ЄС»)                            | 13,04 % | 12 108  |
| 3. Сергій Борзов («Слуга народу»)                     | 6,09 %  | 5 656   |
| 4. В'ячеслав Узелков («ОПЗЖ»)                         | 4,60 %  | 4 270   |
| 5. Олександра Устінова («Голос»)                      | 3,35 %  | 3 112   |

## Вибори до обласної ради
| Місце | Партія                          | % голосів | Кількість голосів | Усього місць |
| ----- | ------------------------------- | --------- | ----------------- | ------------ |
| 1     | Українська Стратегія Гройсмана  | 47,62 %   | 197 687           | 40 / 84      |
| 2     | Європейська Солідарність        | 13,10 %   | 53 425            | 11 / 84      |
| 3     | ВО «Батьківщина»                | 13,10 %   | 49 510            | 11 / 84      |
| 4     | Слуга народу                    | 9,52 %    | 36 003            | 8 / 84       |
| 5     | Опозиційна платформа — За життя | 8,33 %    | 30 214            | 7 / 84       |
| 6     | За Майбутнє                     | 8,33 %    | 29 442            | 7 / 84       |

## Формування
За результатами виборів до облради перше місце зайняла Українська Стратегія Гройсмана і отримала 40 місць з 84.
|  |  |  |  |  |  |  |  |  |  |